# 萊希萬德山
47°24′24″N 10°26′14″E / 47.40667°N 10.43722°E

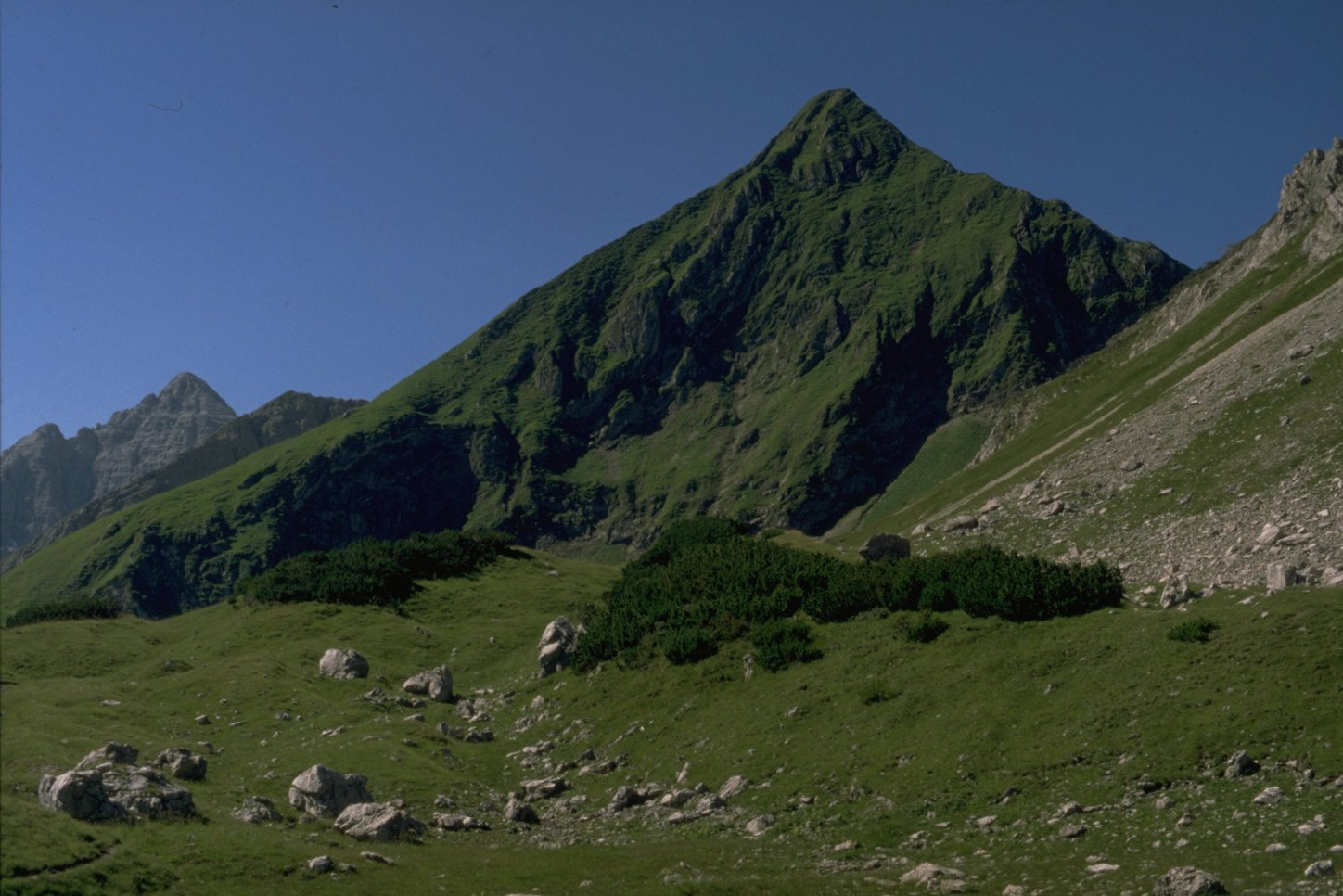

萊希萬德山（德語：Lärchwand），是德國的山峰，位於該國東南部，由巴伐利亞負責管轄，屬於阿爾高阿爾卑斯山脈的一部分，海拔高度2,187米，每年平均降雨量1,730毫米。